# Choloy-Ménillot
Choloy-Ménillot ist eine französische Gemeinde mit 702 Einwohnern (Stand: 1. Januar 2022) im Département Meurthe-et-Moselle in Lothringen in der Region Grand Est. Sie gehört zum Arrondissement Toul sowie zum Kanton Toul.

## Geographie
Choloy-Ménillot liegt etwa 20 Kilometer westlich von Nancy und vier Kilometer westsüdwestlich von Toul. Nachbargemeinden von Choloy-Ménillot sind Foug im Westen und Norden, Écrouves im Norden und Nordosten, Domgermain im Osten und Süden, Rigny-Saint-Martin im Süden und Südwesten sowie Rigny-la-Salle im Südwesten.
Der Bahnhof liegt an der Bahnstrecke Culmont-Chalindrey–Toul.

## Geschichte
1969 fusionierte Choloy mit Ménillot zur heutigen Gemeinde.

## Bevölkerungsentwicklung
| Jahr                       | 1962 | 1968 | 1975 | 1982 | 1990 | 1999 | 2006 | 2019 |
| Einwohner                  | 454  | 411  | 589  | 548  | 588  | 695  | 725  | 717  |
| Quellen: Cassini und INSEE |      |      |      |      |      |      |      |      |

## Sehenswürdigkeiten
- Kirche Saint-Jean-Baptiste in Choloy
- Kirche Notre-Dame-de-l’Assomption in Ménillot
- Französischer Nationalfriedhof
- Schloss Choloy aus dem 19. Jahrhundert, seit 1988 Monument historique

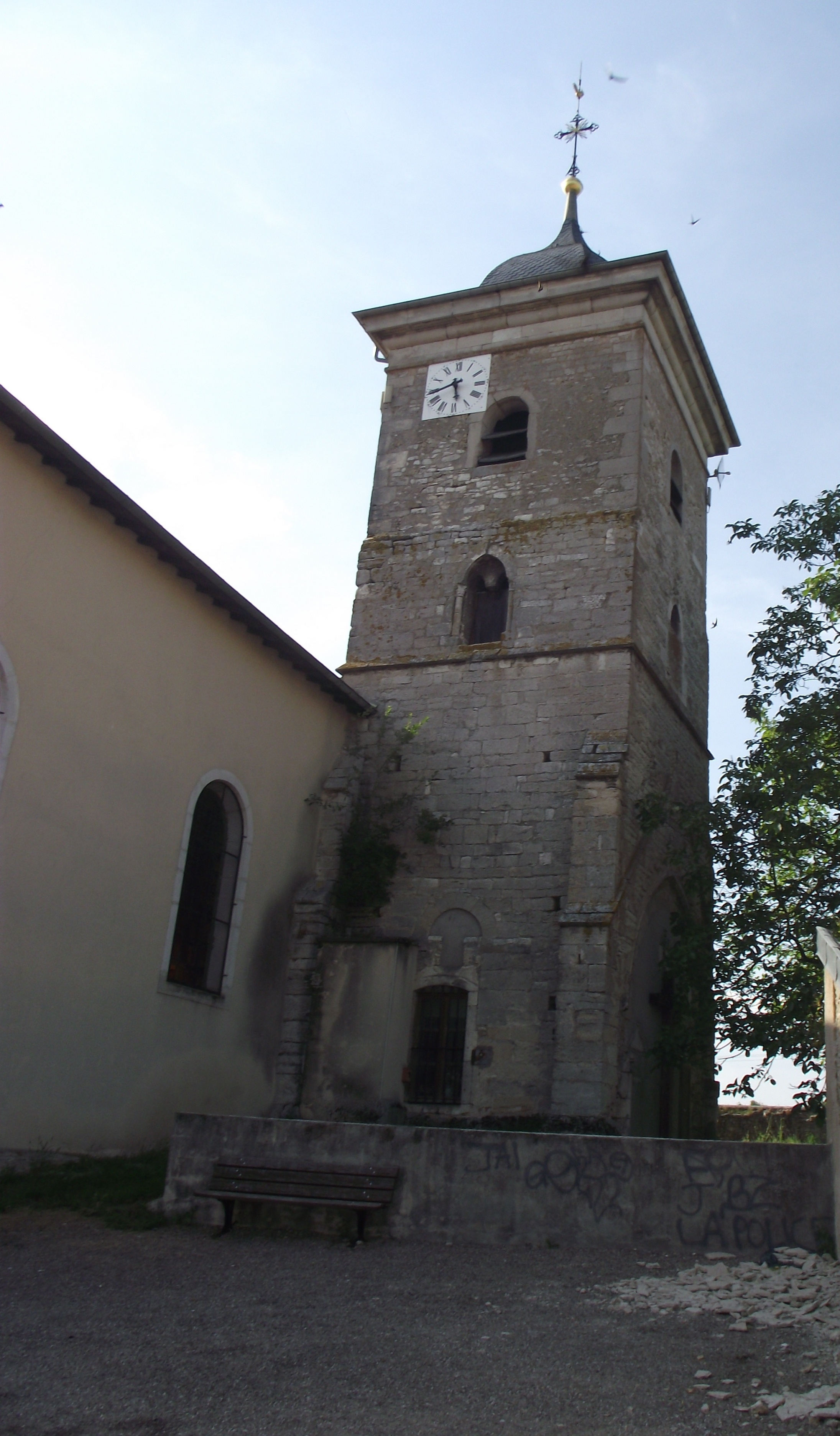
Kirche Saint-Jean-Baptiste
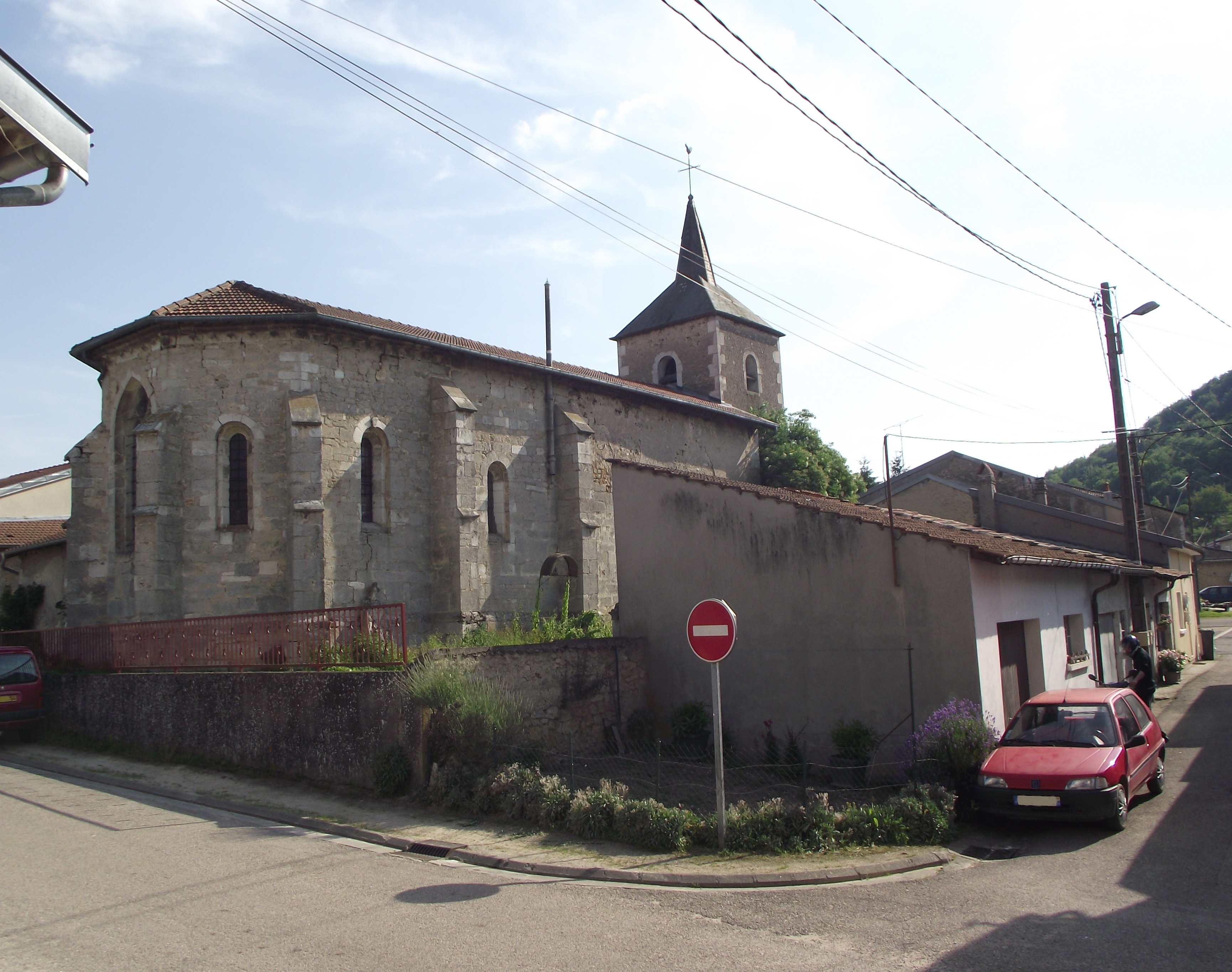
Kirche Notre-Dame-de-l’Assomption
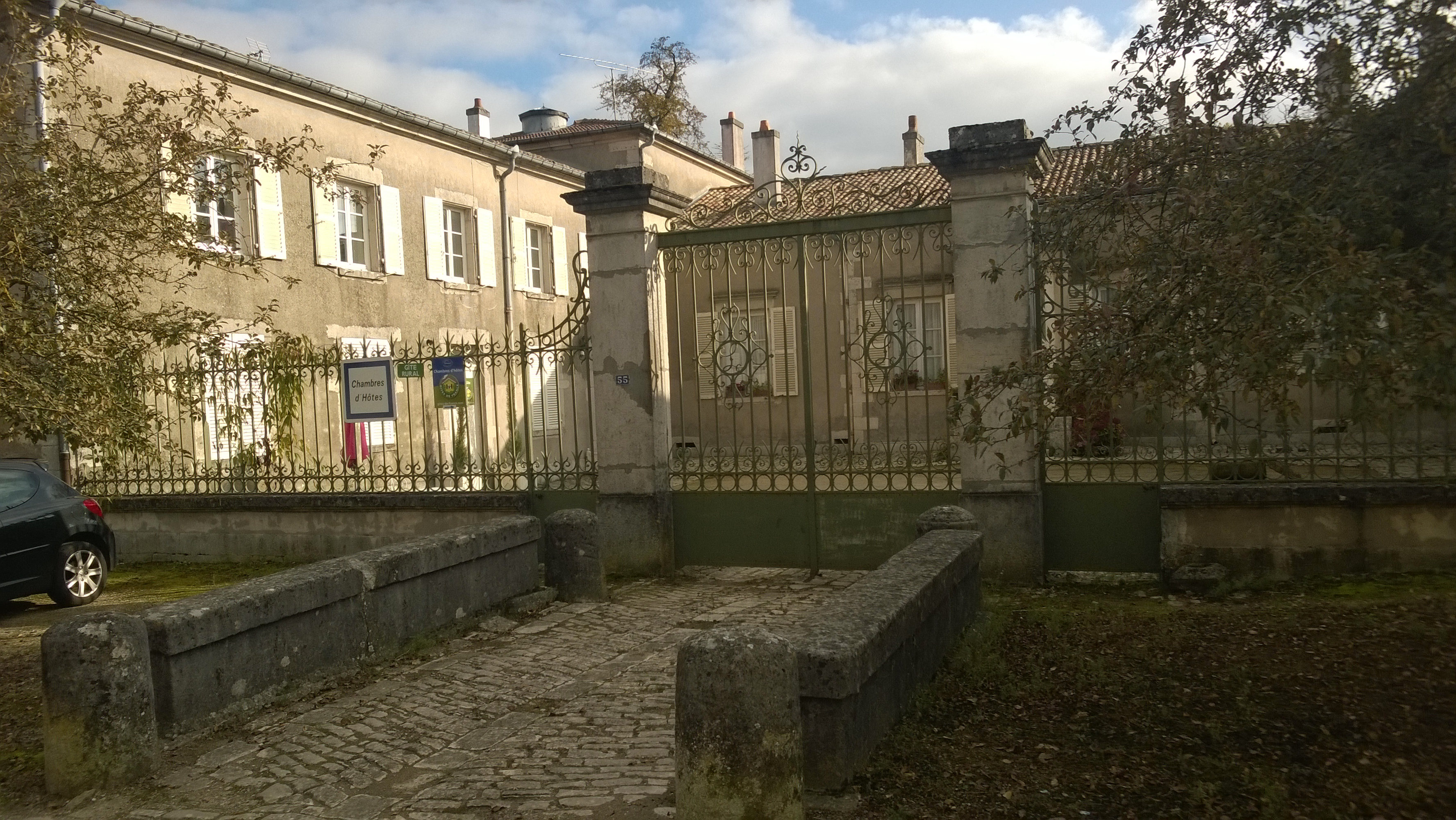
Schloss Choloy

### Chemin de Fer du Val de Passey
Der Bankier Jaques Maginot (* 19. August 1927; † 24. September 1998) verlegte 1970 auf seinem Privatgrundstück in der Rue du Val de Passey eine Schmalspurbahn, die seit seinem Tod von einer Stiftung an 5–6 Fahrtagen pro Jahr als Museumseisenbahn betrieben wird.
1968 fand Jaques Maginot in Belgien die Bagnall-Satteldampflok Charles in renovierungsbedürftigem Zustand. Im Rahmen einer Generalüberholung zerlegte er sie vollständig und baute sie gemäß den Originalzeichnungen unter Verwendung des originalen Kessels wieder auf. In den Jahren 1972 und 1975 baute er zwei mit Holz verleidete Personenwagen mit 18 und 12 Sitzplätzen und schmiedeeisernen Geländern. 1978 erwarb er die Decauville-Lok Simonne, die er nach eigenen Plänen und Berechnungen generalüberholte. Dabei modifizierte er die Rückwand des Führerstandes als Alleinstellungsmerkmal und für die bessere Bedienbarkeit.
Um zwei Lokomotiven an Tagen der Offenen Tür gleichzeitig betreiben zu können, verlängerte er das Gleis auf etwa 800 Meter. Im Jahr 1990 beschaffte er einen 4 m langen Brems- und Gepäckwagen und 1992 einen 6,20 m langen Schüttgutwagen. Die historischen Dampflokomotiven erzielen überregionales öffentliches Interesse, da sie seit mehr als 40 Jahren bei der Chemin de Fer du Val de Passey bewahrt, gewartet und vorgeführt werden. Ähnliche Decauville-Progress-Loks stehen in Frankreich unter Denkmalschutz.